# Here to Stay
Here to Stay (englisch für „Hier um zu bleiben“) ist ein Lied der US-amerikanischen Nu-Metal-Band Korn. Der Song ist die erste Singleauskopplung ihres fünften Studioalbums Untouchables und wurde am 1. Februar 2002 veröffentlicht.

## Inhalt
Here to Stay handelt von negativen Gefühlen und Schmerzen, die einen innerlich auffressen und sich in Wut und Hass verwandeln. Jonathan Davis singt aus der Perspektive des lyrischen Ichs über seine innere Zerrissenheit und den Kampf gegen die eigenen negativen Emotionen. Dabei verletzt er sich selbst und hat auch Suizidgedanken. Letztendlich will er jedoch die schlechte Phase überwinden und am Leben bleiben.

“The hurt inside is fading

This shit’s gone way too far

All this time, I’ve been waiting

Oh, I cannot grieve anymore”

## Produktion
Der Song wurde von dem US-amerikanischen Musikproduzenten Michael Beinhorn produziert. Als Autoren fungierten die Bandmitglieder von Korn.

## Musikvideo
Bei dem zu Here to Stay gedrehten Musikvideo führten die Hughes-Brüder Regie. Es verzeichnet auf YouTube über 52 Millionen Aufrufe (Stand: Mai 2024). Zu Beginn ist ein kleiner Junge zu sehen, der gebannt Fernsehen guckt, wobei er zwischen den Sendern umschaltet und beim Musikvideo von Korn stehen bleibt. Er geht zum Fernseher und legt eine Hand auf den Bildschirm, woraufhin er in diesen gesogen wird und der Song beginnt. Die fünf Bandmitglieder spielen das Lied vor einem krisseligen Hintergrund und sind ausschließlich in blauen Farbtönen zu sehen. Erstmals verwendet Sänger Jonathan Davis seinen markanten Mikrofonständer, der von HR Giger entworfen wurde. Die Musiker werden sowohl einzeln mit ihren Instrumenten in Nahaufnahme, als auch gemeinsam gezeigt. Teilweise sind sie auch unter Wasser oder nur ihre Silhouetten zu sehen.
Bei den MTV Video Music Awards 2002 wurde das Video in der Kategorie Best Rock Video nominiert, unterlag jedoch In the End von Linkin Park.

## Single

### Covergestaltung
Das Singlecover ist in roten Farbtönen gehalten und zeigt eine Collage aus zahlreichen Kindergesichtern, die teilweise übereinander gelegt sind. In der Mitte des Bildes befinden sich die weißen Schriftzüge KoЯn und here to stay.

### Titellisten
Single
1. Here to Stay (Albumversion) – 4:31
2. Here to Stay (T Ray’s Mix) – 4:19

Maxi
1. Here to Stay (Albumversion) – 4:31
2. Here to Stay (T Ray’s Mix) – 4:19
3. Here to Stay (BT’s Managed Anger Mix) – 9:41
4. Here to Stay (Video) – 5:05

### Chartplatzierungen
Here to Stay stieg am 3. Juni 2002 auf Platz 35 in die deutschen Singlecharts ein und belegte in den folgenden Wochen die Ränge 41 und 45. Insgesamt hielt sich der Song neun Wochen lang in den Top 100. Erfolgreicher war die Single mit Top-20-Platzierungen unter anderem in Finnland, im Vereinigten Königreich, in Australien, Italien und Norwegen.
| ChartsChartplatzierungen       | Höchstplatzierung | Wochen |
| ------------------------------ | ----------------- | ------ |
| Deutschland (GfK)              | 35 (9 Wo.)        | 9      |
| Österreich (Ö3)                | 44 (8 Wo.)        | 8      |
| Schweiz (IFPI)                 | 34 (6 Wo.)        | 6      |
| Vereinigte Staaten (Billboard) | 72 (12 Wo.)       | 12     |
| Vereinigtes Königreich (OCC)   | 12 (9 Wo.)        | 9      |

### Auszeichnungen für Musikverkäufe
Here to Stay erhielt im Jahr 2024 im Vereinigten Königreich für mehr als 200.000 verkaufte Einheiten eine Silberne Schallplatte.

| Land/Region                  | Auszeichnungen für Musikverkäufe (Land/Region, Auszeichnung, Verkäufe) | Verkäufe |
| ---------------------------- | ---------------------------------------------------------------------- | -------- |
| Australien (ARIA)            | Gold                                                                   | 35.000   |
| Vereinigtes Königreich (BPI) | Silber                                                                 | 200.000  |
| Insgesamt                    | 1× Silber · 1× Gold ·                                                  | 235.000  |

Bei den Grammy Awards 2003 wurde der Song in der Kategorie Best Metal Performance ausgezeichnet.